# Демюльдер, Франсуаза
Франсуаза «Фифи» Демюльдер (фр. Françoise Demulder; 9 июня 1947, Париж — 3 сентября 2008, Леваллуа-Перре) — французская военный фотожурналист.

## Биография
Родилась 9 июня 1947 в Париже, под именем Франсуаза Демюльдер, получила прозвище «Фифи». Дочь инженера-электронщика. Симпатичная брюнетка и привлекательная женщина, она сначала работала фотомоделью, прежде чем стала фотографом во Вьетнаме.

В Камбодже в 1973 году

Именно эта авантюра привела её к профессии военного фотографа. После прекращения войны во Вьетнаме, она проведя там три года, работает в различных мировых кризисных районах, в том числе в Анголе, Ливане, Камбодже, Сальвадоре, Эфиопии, Пакистане и на Кубе. Она много жила на Ближнем Востоке, где неоднократно делала фото сессии Ясира Арафата, с которым её связали дружеские отношения. Она также приняла участие в освещении ирано-иракской войны. Во время войны в Персидском заливе в 1991 году, она была одним из немногих журналистов, оставшихся в Багдаде под обстрелом. Франсуаза Демульдер работала для информационных агентств «Gamma Press Images» и «Sipa Press», и известных американских журналов «Time», «Life» и «Newsweek». В основном работы посвящены мировому насилию, но также она участвовала в фото сессии посвященной пингвинам в Антарктиде.
Особенно хорошо известны две её фотографии:
Первая увековечила символический момент когда танк Северного Вьетнама разбивает входные ворота президентского дворца в Сайгоне, во время захвата города 30 апреля 1975.
Вторая сделана в 1976 году, благодаря которой она стала первой женщиной-лауреатом World Press Photo, самого престижного приза фотожурналистики. Фотография была названа лучшим снимком года. Это черно- белая фотография, снятая в Бейруте 18 января 1976, которая изображает палестинку умоляющую вооруженных милиционеров перед горящим домом, во время резни в Карантине.
Стала инвалидом после заболевания параплегией на фоне лечения последствий рака в 2003, умерла в возрасте 61 года 3 сентября 2008 года в Леваллуа-Перре.

## Премии и награды
- 1977, World Press Photo за работу резня в Карантине Архивная копия от 18 июля 2011 на Wayback Machine.

## Собрания работ
- Национальный Фонд современного искусства
- Музей Несефор-Ньепс в Шалон-сюр-Сон.

## Выставки
- С 28 марта по 27 апреля 2006 — Выставка «Конфликты» в Новом Манеже фотобиеннале в Москве.
- С 3 мая по 29 июня 2006 — Выставка «Au-delà des images» в галерее Сфеир Семлер, Бейрут, объединяющая подборку работ из собрания Национального фонда современного искусства.